# Rhodiola subopposita
Rhodiola subopposita là một loài thực vật có hoa trong họ Crassulaceae. Loài này được (Maxim.) Jacobsen miêu tả khoa học đầu tiên năm 1973.